# Tomás Ojeda
Tomás Ojeda Álvarez (20 aprile 1910 – 20 febbraio 1983) è stato un calciatore cileno, di ruolo attaccante.

## Carriera
In carriera, Ojeda giocò per la squadra cilena del Boca Juniors Antofagasta e per l'Audax Italiano.
Con la Nazionale cilena, Ojeda disputò il Mondiale 1930 in Uruguay prendendo parte alle uniche due vittorie del Cile contro il Messico e la Francia. Ojeda giocò anche il Campeonato Sudamericano de Football 1937.